# CoRoT-3
CoRoT-3 är en ensam stjärna belägen i den mellersta delen av stjärnbilden Örnen. Den har en skenbar magnitud av ca 13,3 och kräver ett teleskop för att kunna observeras. Baserat på parallax enligt Gaia Data Release 2 på ca 1,27 mas beräknas den befinna sig på ett avstånd av ca 2 600 ljusår (ca 780 parsec) från solen. Den rör sig närmare solen med en heliocentrisk radialhastighet av ca -53 km/s.

## Egenskaper
CoRoT-3 är en gul till vit stjärna i huvudserien av spektralklass F3 V, Den har en massa av ca 1,37 solmassa, en radie av ca 1,56 solradie och har en effektiv temperatur av ca 6 700. 

## Planetsystem
Stjärnan är hemvist för objektet CoRoT-3b. Detta objekt upptäcktes med transitmetoden av rymdsonden CoRoT Mission. Mätningar gjorda med radialhastighetsmetoden visar att detta objekt troligen är en brun dvärg.) 
| Planet | Massa        | Halv storaxel (AE) | Siderisk omloppstid (d) | Excentricitet | Inklination | Radie          |
| ------ | ------------ | ------------------ | ----------------------- | ------------- | ----------- | -------------- |
| b      | 21,66 ± 1 MJ | 0,057 ± 0,003      | 4,2568 ± 0,000005       | 0             | 85,9 ± 0,8° | 1,01 ± 0,07 RJ |